# Snipex Alligator
Snipex Alligator — украинская дальнобойная винтовка калибра 14,5×114 мм с магазинной подачей патронов. 

## Конструкция
Многозарядная дальнобойная крупнокалиберная винтовка с магазинным питанием Snipex Alligator предназначена для поражения подвижных и неподвижных целей: транспортных средств, средств связи и ПВО, летательных аппаратов на стоянках, укрепленных  долговременных оборонительных точек, блиндажей и др. Магазин коробчатый, съемный, на 5 патронов.
Винтовка сконструирована с учетом всех требований к оружию для высокоточной стрельбы. Запирание ствола осуществляется продольно-скользящим поворотным затвором. Плавающий ствол в момент вылета пули находится в свободном откате, что обеспечивает большую точность попадания пули. Винтовка демонстрирует приемлемый уровень отдачи во время выстрела. Отдача гасится благодаря действию изолятора отдачи короткого хода, а также за счет дульного тормоза, эластичного многослойного подплечника и оптимально сбалансированного веса.
Винтовка имеет регулируемый по высоте упор для щеки, который можно установить для стрельбы с правой или левой стороны, то есть подходит как для правши, так и для левши. Для удобства прицеливания винтовка имеет складывающиеся сошки и регулируемую заднюю опору, предусматривающие возможность точной настройки под стрелка.
Винтовка оснащена Планкой Пикатинни с уклоном 35 МОА, на которую можно установить различные приборы для прицеливания.

## История
Впервые винтовка Alligator была представлена в июне 2020 на официальной странице Snipex в Фейсбуке. В июле на официальном YouTube-канале компании ХАДО появилось первое презентационное видео.

## Характеристики
- Калибр, мм: 14.5
- Патрон: 14,5 × 114 мм
- Масса, кг: 25
- Длина собранной винтовки, мм: 2000
- Длина ствола, мм: 1200
- Нарезы / твист: 8/16.5"
- Предохранитель: кнопка-предохранитель и предохранительный спуск
- Планка Пикатинни: верхняя Mil standard
- Начальная скорость пули, м/с: 980
- Эффективная дальность стрельбы, м: 2000
- Максимальная дальность полета пули, м: 7000

## На вооружении
- Принята на вооружение ВС Украины [2]